# مسجد چهل اختران
مسجد چهل اختران مربوط به اواخر دوره قاجار است و در شهرستان قم، خیابان طالقانی، کوچه چهل اختران، محله موسویان واقع شده و این اثر در تاریخ ۱۶ شهریور ۱۳۸۳ با شمارهٔ ثبت ۱۱۱۰۰ به‌عنوان یکی از آثار ملی ایران به ثبت رسیده‌است.